# Myśl Protestancka
Myśl Protestancka – kwartalnik społeczno-kulturalny ukazujący się w latach 1997–2004.
Został założony na przełomie lat 1996/1997 w Katowicach przez grupę działaczy wywodzących się z kilku wyznań protestanckich. Skład redakcji, która wówczas się utworzyła, był następujący: Jan Szturc (redaktor naczelny), Danuta Żwak-Szurman, Tomasz Kalisz, ks. Adam Malina i Tadeusz J. Zieliński. Duży wkład w dorobek pisma wniósł również ks. Tadeusz Szurman – biskup diecezji katowickiej Kościoła Ewangelicko-Augsburskiego w Polsce, choć nie zdecydował się na formalną przynależność do składu redakcji. Przez wiele lat współpracował z redakcją, redagując Dział Literacki, prof. dr hab. Bogdan Zeler. W późniejszym okresie redakcję zasiliła Małgorzata Zielińska. W latach 1997–2001 redaktorem naczelnym pisma był dr Jan Szturc, zaś w latach 2002–2004 dr Tadeusz J. Zieliński. Redakcja korzystała z pomieszczeń udostępnianych przez parafię ewangelicko-augsburską w Katowicach, której proboszczem był ks. bp Tadeusz Szurman.
„Myśl Protestancka” była pismem niezależnym w tym sensie, że nie było to pismo kościelne, choć wszyscy członkowie redakcji byli bardzo związani ze swymi parafiami i środowiskami wyznaniowymi. Formalnym wydawcą była Fundacja Kultury Chrześcijańskiej w Katowicach, która gromadziła fundusze na wydawanie pisma. Pomimo pracy społecznej wszystkich członków redakcji, wydawanie takiego pisma okazało się jednak deficytowe, zatem po wydaniu numeru 1-2/2004 zdecydowano się na rozwiązanie redakcji.
Z pismem współpracowali m.in. profesorowie: teologii Karol Karski, Manfred Uglorz, Bogusław Milerski i Mirosław Cezariusz Patalon, filozofii Karol Toeplitz, historii Janusz Małłek, historii sztuki Ewa Chojecka, filologii germańskiej Grażyna Szewczyk i polskiej Bogdan Zeler, a także publicyści Jan Turnau i Tomasz Terlikowski, oraz pisarz i poeta Erwin Kruk.